# Šivetice
Šivetice (in ungherese Süvete) è un comune della Slovacchia facente parte del distretto di Revúca, nella regione di Banská Bystrica.